# Ukrainische Botschaft in Den Haag

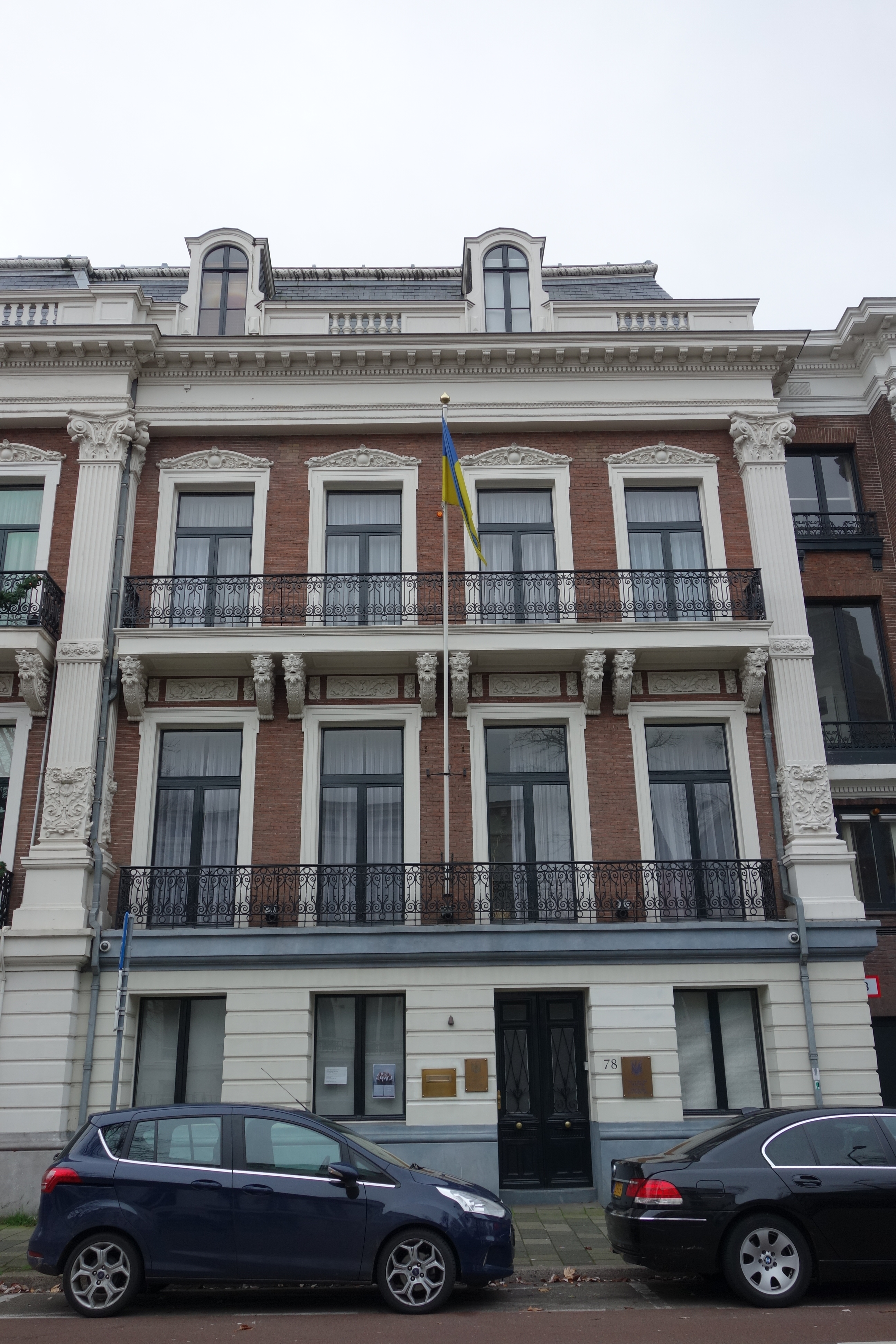
Ukrainische Botschaft in Den Haag (2016)

Die Ukrainische Botschaft in Den Haag ist die diplomatische Vertretung der Ukraine in den Niederlanden. Das Botschaftsgebäude befindet sich in der Zeestraat 78 in Den Haag. Ukrainischer Botschafter in den Niederlanden ist seit Juni 2017 Wsewolod Tschenzow.

## Geschichte

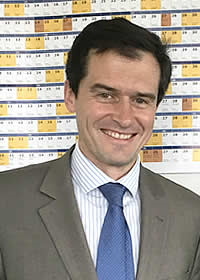
Wsewolod Tschenzow, Botschafter seit 2017

Mit dem Zerfall des Zarenreichs entstand 1918 erstmals ein ukrainischer Nationalstaat. Das Königreich der Niederlande erkannte den Ukrainischen Staat an. Andrij Iwanowytsch Jakowliw war von 1919 bis 1921 Missionschef in den Niederlanden und Belgien. Im Russischen Bürgerkrieg eroberte die Rote Armee den größten Teil der Ukraine und diese wurde als Ukrainische Sozialistische Sowjetrepublik in die Sowjetunion eingegliedert.
Nach dem Zerfall der Sowjetunion erklärte sich die Ukraine im Dezember 1991 für unabhängig. Diplomatischer Vertreter war 1992 bis 2002 der ukrainische Botschafter in Brüssel. Die Botschaft in Den Haag wurde 1999 eröffnet. Der erste Botschafter ohne Akkreditierung in Belgien war Dmytro Juchymowytsch Markow.

## Konsulareinrichtungen der Ukraine in den Niederlanden
- Konsularabteilung der Botschaft der Ukraine in Den Haag

## Botschaftsgebäude in Den Haag
Sitz der Botschaft ist die Zeestraat 78 im Stadtzentrum der niederländischen Hauptstadt. Sie befindet sich im rechten Flügel eines denkmalgeschützten (rijksmonument), stattlichen Wohnhauses aus der Zeit um 1860.

## Botschafter der Ukraine in den Niederlanden
- Andrij Iwanowytsch Jakowliw (Missionschef, 1919–1921)

- 1992–2002 vertreten durch den Botschafter in Brüssel, 1999–2002 mit Sitz in Den Haag und Brüssel
- Kostjantyn Hryschtschenko (1998–2000)
- Wolodymyr Chandohij (2000–2002)
- Dmytro Markow (2002–2005)
- Oleksandr Kuptschyschyn (2005–2008)
- Wassyl Korsatschenko (2008–2010)
- Illja Kwas (2010–2011)
- Oleksandr Horin (2011–2017)
- Wsewolod Tschenzow (2017–)